# 1663 w polityce
Wydarzenia polityczne w 1663 roku.

## Zmarli
- Wilhelm VI, landgraf Hesji-Kassel[1].